# Henoticus serratus
Henoticus serratus är en skalbaggsart som först beskrevs av Leonard Gyllenhaal 1808.  Henoticus serratus ingår i släktet Henoticus och familjen fuktbaggar. Arten är reproducerande i Sverige. Inga underarter finns listade i Catalogue of Life.